# Rouvray (Eure)
Rouvray è un comune francese di 273 abitanti situato nel dipartimento dell'Eure nella regione della Normandia.

## Società

### Evoluzione demografica
Abitanti censiti